# جان أليكساندر
جان أليكساندر هو دراج بلجيكي، (و. 1917  م)، شارك في دورة الألعاب الأولمبية في عام 1936

## وصلات خارجية
- جان أليكساندر على موقع أوليمبيديا (الإنجليزية)